# 希望へのコンタクト
『希望へのコンタクト』（ゆめへのコンタクト）はテーブルトークRPG(TRPG)『アルシャードガイア』のリプレイ。リプレイの執筆はゲームマスター（GM）でもある矢野俊策、イラストはぽぽるちゃが担当している。2007年から2008年にかけてファミ通文庫の公式サイトである『FB Online』に連載され、2008年6月に「宿縁の双眸」と改題の上、書き下ろしの「表裏の街」と合わせて文庫にまとめられた。
本記事では「表裏の街」についてもあつかう。なお、本記事では、書名は『』括り、リプレイ作品題は「」括りで表記する。また「第1話」とは「宿縁の双眸」、「第2話」とは「表裏の街」を指し、単体のリプレイ作品としての「希望へのコンタクト」は「宿縁の双眸」を指すものとする。

## 概要
『明日へのプロファイル』のプレイヤーキャラクター（PC）である宮沢茉莉と、その兄であり「神薙ぐ御剣」のPCである宮沢竜一郎の二人を共演させようという企画から生まれたリプレイ。追加PCのうちの一人が宮沢家の更なる家族となったため、「家族もの」の色合いが濃いリプレイとなっている。
第1話と第2話は、時系列的には「虹の彼方から」（PCの総合キャラクターレベルは10）を挟む形となっている。そのため第2話ではPCのレベルもかなり上がっている。

## あらすじ
(第一話：宿縁の双眸）
ある日、宮沢家に時代錯誤なサムライ姿の少年が押しかけ弟子としてやってきた。茉莉はとまどいながらも父からの頼みで彼の修行の手伝いをすることになる。そんなある日、宮沢家にまいこんだ温泉旅行の誘い。この温泉地で宮沢家の三兄妹はひさびさに同じ時間をすごすことになる。
一方その頃、ニンジャの里から派遣された一人の少女がある魔物を追いかけていた。敵の名は「劫火の黒狐」。このおそるべき敵が逃げ込んだのは宮沢家が休日を過ごしている温泉地。そして、やはり茉莉は事件に巻き込まれることになる。

(第二話：表裏の街）
宮沢三兄妹の母であるあざみは、宮沢家の中では唯一、奈落のこともシャードのことも知らされていない一般人である。母は宮沢家の日常の象徴であり、家族はみんな母を愛している。そのあざみがある日、行方不明になってしまった。大慌てで捜索にでかけた三兄妹と雷火は、母あずみが「裏N市」と呼ばれる異空間に迷い込んでしまったことを知る。この異空間は十数年前に現れた大きな奈落を封じ込めるために作られた人工の世界。このまま放置しておくと、母に危険が迫る。茉莉たちは一種のダンジョンと化している裏N市の探索を開始した。

## 登場人物・用語

### プレイヤーキャラクター（PC）
プレイヤーによって操作するキャラクター。名前の横にカッコで記述されているのはプレイヤー名である。キャラクタークラスについてスラッシュで複数書かれている場合はマルチクラスによりクラスを複数有していることを表す。キャラクタークラスの横のレベルは、スラッシュの左が第一話のもの、右が第二話のものである。スラッシュの左の数値が0の場合は、第2話で初めて習得したクラスであることを示す。キャラクターの総合レベルは第1話は7で、第2話は11である。マルチクラスの取得制限はクラス三つまでとなっている。
宮沢 茉莉 (しのとうこ)
キャラクタークラス : ファイター (Lv.4/4) / ソードマスター (Lv.3/7)
シャードの加護 :《トール》《トール》《タケミカヅチ》
解説 :名前の読みは「みやざわ・まつり」。『明日へのプロファイル』「虹の彼方から」のPC。宮沢家の長女。ポニーテールの活発系少女。日常を平和に過ごしたいと思っていながらも、クエスターの性としていつも奇妙な事件に巻き込まれている。
父が相当の親馬鹿（厳密には娘馬鹿）な上、二人の兄がかなり変人なので、本作においては対照的に常識人としてのロールプレイが目立つ。ただし、ツッコミの資質が弱く、変人どもの暴走になす術もなく巻き込まれてしまいがちという不幸体質でもある。この茉莉の立ち位置は次の出演作である『襲来! コスモマケドニア!!』でも踏襲されている。
二人の兄に対してはあっけらかんとした態度で接してあり、呼び捨てである。父母や知人への態度とは明確な違いがある。
宮沢 竜一郎 (井上純弌)
キャラクタークラス : ファイター (Lv.3/4) / ソードマスター (Lv.4) / オーヴァーランダー (Lv.0/3)
シャードの加護 :《トール》《トール》《タケミカヅチ》
解説 :名前の読みは「みやざわ・りゅういちろう」。「神薙ぐ御剣」のPC。宮沢家の次男。魔剣「アウターゲネス」の封印の管理者。元不良少年で、不良界では伝説の男として扱われている。
硬派を気取ってるのか女っ気が薄い男だが、その割にストーカー気質な女性に惚れられやすいという女難キャラ。本作では桧森かなたに惚れられてしまう。
父の祥吾とは折り合いが会わず家を出て一人暮らしをしており、6歳上の兄・虎吾朗とも出会えば喧嘩ばかり。2歳下の妹・茉莉に対しては意外に気をかけているようだが、当の茉莉には兄の思いはあまり伝わっておらず、半ば冷淡な態度をとられることが多い。宮沢家の中では居場所がないに近いが、母のあざみだけは彼を気遣ってくれている。
「神薙ぐ御剣」ではアウターゲネスの解放を封じている人鞘とも言うべき存在であるとされていたが、今回のリプレイでは平気で魔剣を使っている。プレイヤー曰く「前のリプレイで何も起こらなかったから大丈夫だろうと竜一郎は考えたから」らしい。
本作で、アウターゲネスは本来は茉莉が継ぐものだったらしく、彼女に代わって竜一郎が封印の管理者になったという設定が追加された。それを再現するために茉莉は竜一郎に対して「恩人」のコネクションを習得している。ただし、茉莉自身はこの事実を知らず、竜一郎も茉莉には秘密にしている。また第2話では新たにオーヴァーランダー（異世界旅行者）のクラスを習得しているが、これは第1話の後にアウターゲネスの暴走が起こって「不良マンガの世界」に紛れ込んでしまったためとされる。なお、これらアウターゲネス関連の設定は今作でも本編のストーリーには組み込まれず、裏設定レベルのものとなっている。
宮沢 虎吾郎 (菊池たけし)
キャラクタークラス : ホワイトメイジ (Lv.2/2) / ブラックマジシャン (Lv.1/1) / アーティスト (Lv.4/8)
シャードの加護 :《イドゥン》《オーディン》《ミューズ》
解説 :名前の読みは「みやざわ・こごろう」。宮沢家の長男。ウィーンの音楽大学で心理学の講師をしている。また打楽器奏者でもある。
徹底的なオカルト懐疑主義者で、自身がシャードを持ち、魔法まで使えるにもかかわらず、それを否定している。「オカルトなんて気のせいである」を証明するために心理学の道を歩んだ。自身が使える魔法の力については物体の固有振動数に干渉する音をたまたま出せているだけと科学的に解釈している。あらゆる未知を固有振動数で解決しようとするあたり、オカルトを否定するあまり疑似科学に足を踏み入れつつある。なお、固有振動数を自在に操ることがすでに魔法や超能力の領域であることには全く気づいていない。
彼のオカルト否定の根源は奈落などの魔のモノへの恐怖心から来ている。伝説のクエスターとしてそれらと戦う父は憧れの対象では決してなく、妹や弟をたぶらかした詐欺師のようなものと思っている。
性格はクールな知性派を気取ってはいるが結構間が抜けているところがある。三兄妹の中では最もボケ属性。
服部 雷火 (遠藤卓司)
キャラクタークラス : スカウト (Lv.1/1) / サモナー (Lv.2/2) / ニンジャ (Lv.4/8)
シャードの加護 :《ヘイムダル》《ブラギ》《ツクヨミ》
解説 :名前の読みは「はっとり・らいか」。ニンジャの隠れ里で生まれ育った小学生女子。本リプレイでは唯一の宮沢家以外のPC。茉莉とはクエスターとしての活動で過去に知り合っていて、そこから宮沢家との接点ができている。
一人称は「それがし」と古めかしい口調ではあるが、生活スタイルは現代人らしく、インターネットを使いこなし、ひらひらしたガーリーでお洒落な服を好む。常に大きな楽器ケースを持ち歩いており、その中には無数の武器がしまわれている。
性格面は無口でおとなしいタイプ。まだ幼少と言える年齢とは裏腹に結構な実力者であるが、その反面、小学校のぬるい空気が苦手らしい。

### ノンプレイヤーキャラクター（NPC）
ゲームマスターが操作するキャラクター。
千景丸 (ちかげまる）
"蒼の守護者"宮沢祥吾に弟子入り志願してきたサムライ風の少年。祥吾は弟子入りは断りたかったが、彼の師匠であるマーリンの紹介状をもっていたため無碍に断れず、茉莉に面倒を押し付けた。非常に真面目な少年だがやる気がに空回りしてドジをしがち。そしてミスをするとすぐに切腹して責任を取ると大騒ぎする厄介な面がある。
外見から行動まで時代錯誤なサムライのようであるが、彼は実際に過去の時代からやってきたリターナー（時間渡航者）である。彼の目的は自分の時代で取り逃がした「劫火の黒狐」を退治することであった。しかし、そのための手法は自分の命を差し出さなくてはならないものであり、茉莉たちは彼の命を救うか黒狐を倒すかの二択を迫られることになる。
劫火の黒狐
人に憑依し、影を喰らう奈落の魔物。影が食われたものは序々に魂を食われていき奈落化していく。その過程で、狐の従順な手足として操られるようになる。
かつて雷火の先祖が命がけで封じたが、千景丸がそれを誤って開放してしまった。時間渡航の力で現代にまでやってきて、和服の女性の姿に化けて行動している。雷火は黒狐を倒すことを目的にニンジャの里から下山してきた。
黒狐の目的は茉莉の錆びたシャードを奪うことであり、そのために茉莉が滞在している温泉街の人々を乗っ取り操った。
第1話では黒狐がなぜ錆びたシャードを欲しがっていたのかが、狐を倒す謎の重大な要素となっていた。
宮沢 祥吾（みやざわ・しょうご）
『明日へのプロファイル』「神薙ぐ御剣」「虹の彼方から」のNPC。宮沢三兄妹の父親。かつては:"蒼の守護者"と呼ばれた伝説のクエスターであるが、12年前のティターン神族・ヒュペリオンとの戦いを最後に引退した。現在はシャードを茉莉に継承して、表向きはサラリーマンをやっているらしいが、第2話の直前のエピソードである「虹の彼方から」で、真帝国軍のブルースフィア侵攻に対してクエスターたちを指揮していたことから、かなりの実力者であることは変わりはない。
前々から娘に甘く息子に厳しいキャラとして演出されていたが、今回のリプレイでは女性全般に甘いことが明かされた。
第2話では裏N市に彼の写し身が登場。奈落に侵された最強の敵として宮沢兄妹の前に立ちふさがった。
桧森 かなた (ひもり -）
『明日へのプロファイル』のNPC。茉莉のクラスメイト。不良に襲われていたところを竜一郎に助けられたことで彼に一目ぼれし、猛烈なアタックをかけだすようになる。その様子は若干ストーカー気質がある。
『明日へのプロファイル』では茉莉の秘密を探ろうとするうちに奈落に目をつけられスペクターにされてしまったが、今回の第1話では竜一郎を追いかけているうちに奈落に目をつけられ黒狐に「影」を奪われてしまう。
第2話では裏N市に彼女の写し身が登場。ダンスゲームで勝負を挑む。
宮沢 あざみ (みやざわ -）
宮沢家三兄妹の母親。落ち着き払ったゆったりとした性格で、宮沢家を内助の功で支える偉大な女性である。
この家の中で唯一の一般人であり、奈落やシャードなど「世界の神秘」に関することは家族全員が彼女には隠している。一方、なぜか奈落関係の事件に巻き込まれやすいトラブルを呼び寄せる体質の女性でもある。
第2話では「裏N市」に迷い込んでしまい、彼女を救出するためにPCたちは裏N市を捜索することになる。
のちに『襲来! コスモマケドニア!!』で、祥吾が3ヶ月間ミッドガルドに滞在していたことが明かされるが、それはあざみとの結婚式直前の出来事である。
ペーター
裏N市の管理人であるブラウニーの少年。妹のリタが行方知れずになってしまったため、召喚術の修行中だった雷火の元の召喚獣として現われ、彼女に捜索の協力を依頼する。
リタ
ペーターの妹。裏N市からこっそり現実世界に遊びにいっていたときに迷子になってしまい、そこをあずみに助けられる。リタの家を探してあずみがさまよっているうちに、二人は裏N市の奥地にまで迷い込んでしまった。
神戸屋 るん（こうべや・-）
「神薙ぐ御剣」のPC。フューネラル・コンダクター社の「葬儀人」（奈落ハンター）。竜一郎に惚れこんでおり、彼につきまとっている。当の竜一郎はストーカーまがいの彼女のアタックに相当な苦手意識を持っている。第2話では彼女の写し身が登場。無限に分裂したるんが、裏N市の竜一郎のアパートに勝手にあがりこんで、彼を求めて暴れまわるというシュールなイベントが発生する。
西園寺 恵（さいおんじ・-）
『明日へのプロファイル』のPC。宮沢家の同居人であり、祥吾が唯一とっている弟子的存在。本作では様々な理由をつけて留守番することになっており、出番はほとんどない。
ヒュペリオン
ティターン十二神の一柱。この奈落神の分身が『明日へのプロファイル』のラスボスであったが、その分身が作られた際に裏N市にも分身が発生している。ただしそれは不完全なものであり、知性も目的もなくただ殺意のみが暴走するような存在となってしまっている。

### 用語
錆びたシャード
茉莉が所有するシャード。父の祥吾から譲り受けたシャードだが、12年前の祥吾らとヒュペリオンとの戦いによって奈落に半ば侵されており、全体的に錆びたような色合いになっている。
光を一切発しないこのシャードは、本作におけるキーアイテムともなっている。
N市
『アルシャードガイア』において、シナリオの舞台に使用できるように設定された東京近郊の地方都市。多くの公式シナリオがこの都市を舞台にしている。
宮沢家がどこの街にあるかは今まで明確にはしてこなかったが、今作でN市にあるという設定が加わった。
裏N市
異世界からN市へやってくる奈落を防ぐために次元の境界に作られた人工空間。異世界からN市にやってくる奈落は一旦この「裏N市」に集まるようになっており、出来る限りN市には侵入できないようにしてる。元々は12年前のヒュペリオン復活事件への対応として作られた街であるが、現在でもN市を異世界の奈落から守る機構として機能し続けている。
裏N市はN市と似たような建築物が立ち並び、似たような住人が住んでいるが、これは全て「写し身」である。裏N市は現実世界の影響を強く受け、現実世界の土地や住人の変化にともなって裏N市の「写し身」は姿を変える。また、ごく稀に現実のN市から本物の住人が迷い込むことがある。
三日に一度、裏N市にたまった奈落を異世界へ排除しており、このときに裏N市に迷い込んだものがいると一緒に排除されてしまう。